# Natalie Alyn Lind
Natalie Alyn Lind (Chicago, Illinois, 21 de junio de 2000) es una actriz estadounidense.

## Vida personal
Lind nació el 21 de junio de 1999, es la hija mayor del productor John Lind y la actriz Barbara Alyn Woods. Tiene dos hermanas menores, Alyvia y Emily, quienes también son actrices.

## Carrera
Lind hizo su debut televisivo en la serie One Tree Hill. Ella aparece en un papel recurrente como Dana Caldwell en la serie de ABC Los Goldberg y ha tenido roles de invitada en series como Mentes Criminales, iCarly, Wizards of Waverly Place, y Flashpoint. Además participó como Silver St. Cloud en la segunda temporada de Gotham, que se estrenó el 21 de septiembre de 2015. En marzo de 2017 fue elegida para interpretar a Lauren Strucker en el episodio piloto de la serie de Fox The Gifted, que recibió luz verde para una serie en mayo de 2017.

## Filmografía
| Año       | Título                                                  | Rol                         | Notas                                                  |
| --------- | ------------------------------------------------------- | --------------------------- | ------------------------------------------------------ |
| 2006      | One Tree Hill                                           | Alicia                      | Episodio: "All These Things I've Done"                 |
| 2008      | Army Wives                                              | Roxy LeBlanc (joven)        | Episodio: "Great Expectations"                         |
| 2010      | Flashpoint                                              | Alexis Sobol                | Episodio: "Jumping at Shadows"                         |
| 2010      | iCarly                                                  | Bree                        | Episodio: "iSell Penny Tees"                           |
| 2010      | Criminal Minds                                          | Kayla Bennett               | Episodio: "Safe Haven"                                 |
| 2010      | November Christmas                                      | Grandniece / Pirate         | Película para televisión                               |
| 2010      | Blood Done Sign My Name                                 | Boo Tyson                   | Película                                               |
| 2010      | Kaboom                                                  | Víctima del culto           | Película                                               |
| 2011      | Wizards of Waverly Place                                | Marisa                      | Episodio: "Wizards vs. Angels"                         |
| 2012      | Playdate                                                | Olive Valentine             | Película para televisión: acreditada como Natalie Lind |
| 2013      | Dear Dumb Diary                                         | Claire Vanderhied           | Película para televisión; sin acreditar                |
| 2013–2020 | Los Goldberg                                            | Dana Caldwell               | Rol recurrente, 22 episodios                           |
| 2014      | Mockingbird                                             | Amiga de Jacob #4           | Película                                               |
| 2015      | Murder in the First                                     | Daisy                       | Episodio: "State of the Union"                         |
| 2015      | Gotham                                                  | Silver St. Cloud            | Rol recurrente, 7 episodios                            |
| 2016      | Chicago Fire                                            | Laurel                      | Episodio: "Nobody Else Is Dying Today"                 |
| 2017      | iZombie                                                 | Winslow Sutcliffe           | Episodio: "Zombie Knows Best"                          |
| 2017–2019 | The Gifted                                              | Lauren Strucker             | Rol principal                                          |
| 2019      | Daybreak                                                | Mavis                       | Episodio: "Canta tu vida"                              |
| 2019–2020 | Tell me a Story                                         | Ashley Rose Pruitt          | Rol principal en segunda temporada                     |
| 2020–2021 | Big Sky                                                 | Danielle Sullivan           | Recurrente, 8 episodios                                |
| 2023      | Justice League x RWBY: Super Heroes & Huntsmen - Part 1 | Wonder Woman / Diana Prince | Rol de voz; película directa a vídeo                   |
| 2023      | Pet Sematary: Bloodlines                                | Norma                       | Película                                               |